# Monte Pratello
Il monte Pratello (2058 m s.l.m.) è una cima dei monti Marsicani, in Abruzzo.

## Descrizione
Il monte è posto lungo la dorsale più orientale del sottogruppo montuoso. Forma una linea di cresta assieme al massiccio del monte Greco, posto poco più a sud, mentre a ovest guarda verso il monte Serra Rocca Chiarano, e a est verso il sottostante altopiano delle Cinquemiglia. Sui pendii orientali sono presenti gli impianti sciistici di Rivisondoli, appartenenti al comprensorio sciistico dell'Alto Sangro.